# Premio Giller
Il Premio Giller (Scotiabank Giller Prize) è un premio letterario canadese assegnato al miglior romanzo o raccolta di racconti di autore canadese scritto in lingua inglese.
Fondato nel 1994 dall'uomo d'affari Jack Rabinovitch per onorare la defunta moglie Doris Giller, critica letteraria, dal 2005 è sponsorizzato dalla Scotiabank e riconosce al vincitore 100000 dollari, montepremi che lo rende il riconoscimento letterario canadese per la fiction più ricco.
Ogni anno i membri della giuria sono selezionati tra i migliori scrittori e critici letterari canadesi e, da una prima cernita di 12 titoli si passa a una shortlist di 6 opere tra le quali viene selezionata quella vincitrice.

## Albo d'oro[8]
- 1994 : Moyez Vassanji, The Book of Secrets
- 1995 : Rohinton Mistry, Un perfetto equilibrio (A Fine Balance)
- 1996 : Margaret Atwood, L'altra Grace (Alias Grace)
- 1997 : Mordecai Richler, La versione di Barney (Barney's Version)
- 1998 : Alice Munro, Il sogno di mia madre (The Love of a Good Woman)
- 1999 : Bonnie Burnard, A Good House
- 2000 : David Adams Richards, Mercy Among The Children ex aequo Michael Ondaatje, Lo spettro di Anil (Anil's Ghost)
- 2001 : Richard B. Wright, Clara Callan
- 2002 : Austin Clarke, The Polished Hoe
- 2003 : Moyez Vassanji, Il mondo sospeso di Vikram Lall (The In-Between World of Vikram Lall)
- 2004 : Alice Munro, In fuga (Runaway)
- 2005 : David Bergen, The Time in Between
- 2006 : Vincent Lam, Bloodletting & Miraculous Cures
- 2007 : Elizabeth Hay, Voci della notte (Late Nights on Air)
- 2008 : Joseph Boyden, Through Black Spruce
- 2009 : Linden MacIntyre, L'uomo del vescovo (The Bishop's Man)
- 2010 : Johanna Skibsrud, I sentimentali (The Sentimentalists)
- 2011 : Esi Edugyan, Alla ricerca di Hieronymus Falk (Half-Blood Blues)
- 2012 : Will Ferguson, 419
- 2013 : Lynn Coady, Hellgoing
- 2014 : Sean Michaels, L'eco delle balene (Us Conductors)
- 2015 : André Alexis, Quindici cani (Fifteen Dogs)
- 2016 : Madeleine Thien, Non dite che non abbiamo niente (Do Not Say We Have Nothing)
- 2017 : Michael Redhill, Bellevue Square
- 2018 : Esi Edugyan[9], Le avventure di Washington Black (Washington Black)
- 2019 : Ian Williams, Reproduction
- 2020 : Souvankham Thammavongsa, How to Pronounce Knife[10]
- 2021 : Omar El Akkad, What Strange Paradise[11]
- 2022 : Suzette Mayr, The Sleeping Car Porter[12]
- 2023 : Sarah Bernstein, Esercizio di obbedienza (Study for Obedience)[13]
- 2024 : Anne Michaels, Held[14]